# Zazie

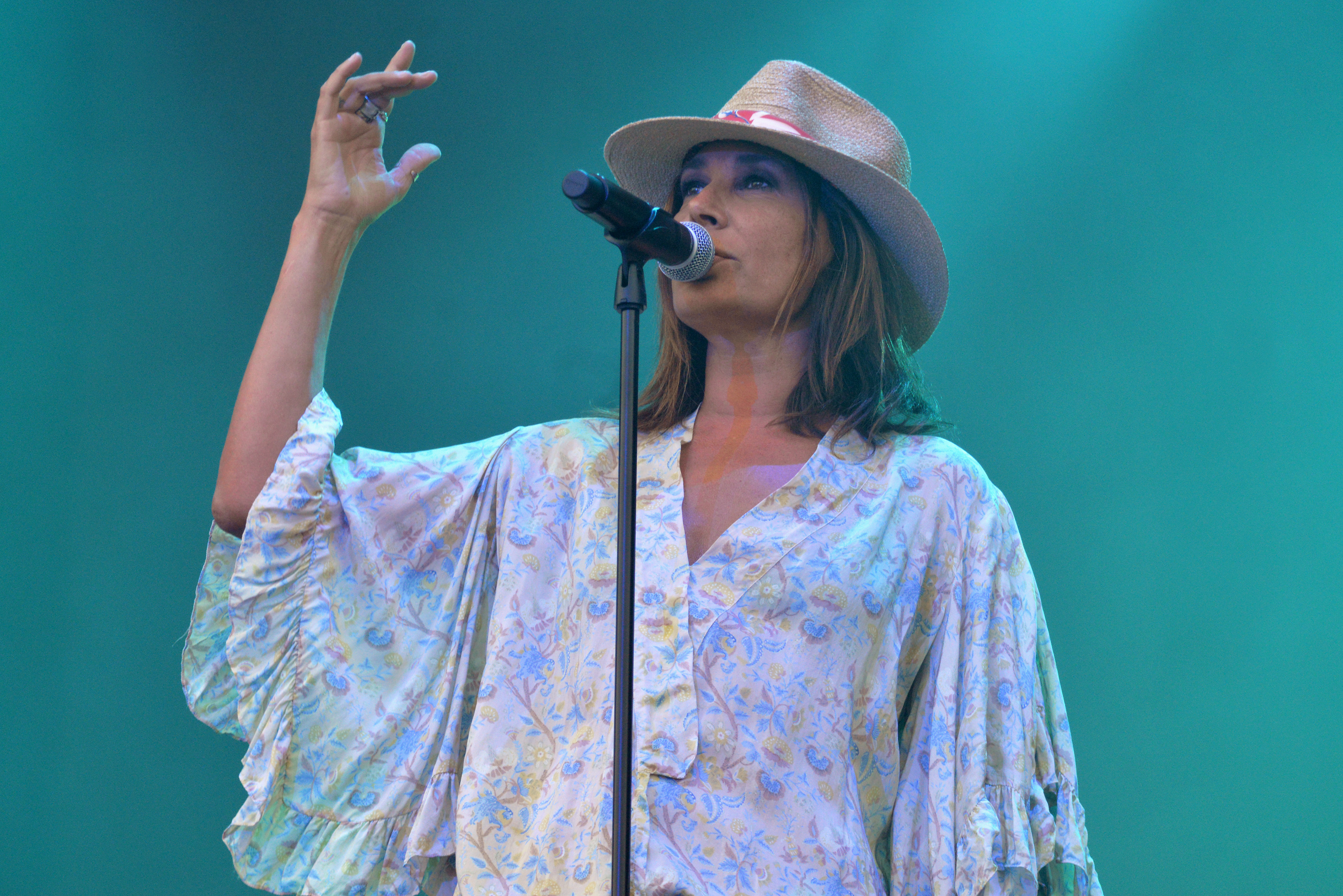
Zazie (2019)

Zazie (* 18. April 1964 als Isabelle Marie Anne de Truchis de Varennes in Boulogne-Billancourt) ist eine französische Popsängerin.
Zazie veröffentlicht ihre Musik unter ihrem eigenen Namen, wobei sie die Texte ihrer Lieder meist selbst schreibt und mit Komponisten zusammenarbeitet. Daneben ist sie auch als Texterin für andere Sänger tätig. Ihre Musik ist oft mit Techno-Elementen und elektronischen Gesangsverzerrungen angereichert, insgesamt deckt Zazie ein Spektrum vom neueren französischen Chanson bis hin zu rockigen Nummern ab, wobei die Stücke durch häufige Wiederholung der Refrains in manchen Passagen Anlehnungen an minimalistische Musik, Acid Rock und Trance erkennen lassen.

## Leben

### Kindheit
In Anlehnung an Raymond Queneaus Romanfigur aus Zazie dans le métro wurde sie schon als kleines Kind Zazie genannt. Ihr Vater, Hervé de Truchis de Varenne, war Architekt und ihre Mutter, Jacqueline Caussé, Musiklehrerin an einer Grundschule. Sie wurde in ihrer Kindheit musikalisch vor allem von Georges Brassens, Jacques Brel und Barbara beeinflusst. Zazie lernte Geige, Klavier und Gitarre zu spielen.

### Berufsweg
Nach dem Abitur begann sie zunächst eine Ausbildung als Krankengymnastin, studierte dann Fremdsprachen (Englisch, Spanisch und Japanisch). Sie arbeitete viele Jahre als Model für große Modefirmen, z. B. Yves Saint Laurent, Lagerfeld und Kenzo. Später bekam Zazie die Möglichkeit, im Background-Chor für ein Lied des Sängers Fabrice Guinar zu singen. Danach trat sie auch im Fernsehen als Sängerin auf. Durch ihre markante Stimme wurde sie für Radio-Werbung wie Opel und Martini und für Fernseh-Werbung wie L’Oréal engagiert.

### Musikalische Karriere

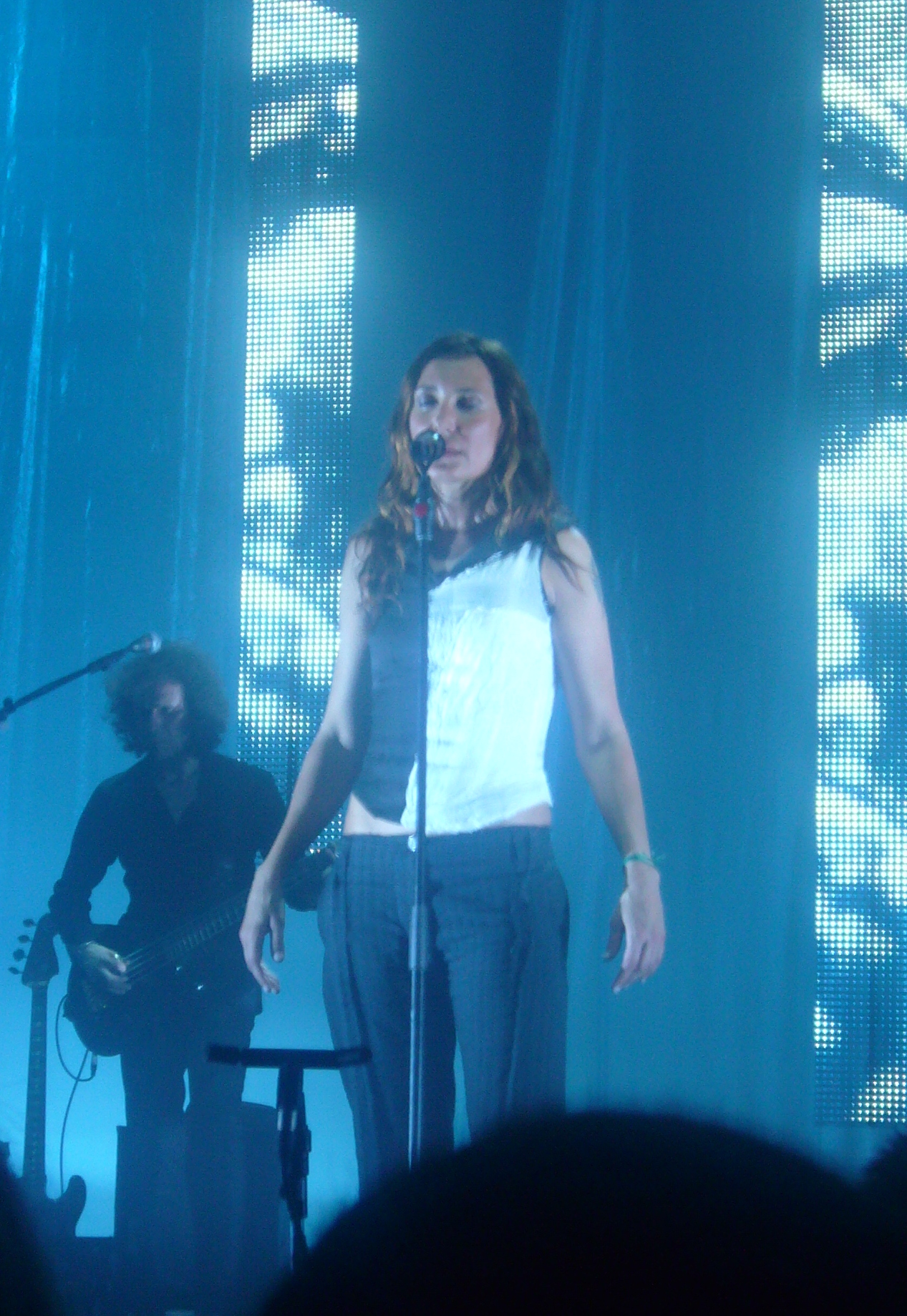
Zazie auf einem Konzert in Brüssel (2007)

Erst 1990 fasste sie den Entschluss, sich ganz auf eine Gesangs-Karriere zu konzentrieren und unterschrieb 1991 einen Vertrag bei Phonogram. 1992 erschien ihr erstes Album Je, tu, ils, für das sie fast alle Texte selbst schrieb und auch entscheidend an den Kompositionen mitwirkte. Dieses Album enthält ihre erste Zusammenarbeit mit dem damals noch wenig bekannten Pascal Obispo. Die erste Singleauskopplung Sucré, salé war sehr erfolgreich und bescherte Zazie im darauffolgenden Jahr die Auszeichnung „beste neue Künstlerin“ bei den „Victoires de la Musique“.
Zazies zweites Album Zen erschien 1995 und wurde weltweit mehr als 500.000 mal verkauft. Für das Musikvideo zur ersten Singleauskopplung Larsen erhielt sie ihre zweite Auszeichnung bei den „Victoires de la Musique“. Sie begann auch für andere französische Musiker wie Florent Pagny, Johnny Hallyday, Jane Birkin, Pascal Obispo, Patricia Kaas, Isabelle Boulay, David Hallyday und auch Calogéro und Axel Bauer zu komponieren und zu texten.
Seit 1996 hat Zazie regelmäßig an der jährlichen Benefizgala Les Enfoirés zugunsten der von Coluche gegründeten Restos du Cœur mitgewirkt.
Auch Zazies nächste vier Alben, Made in Love (1998), La Zizanie (2001), Rodeo (2004) und Totem (2007), waren mit Verkaufszahlen zwischen 400.000 und 600.000 große Erfolge und wurden von erfolgreichen Tourneen flankiert.
Weniger erfolgreich waren die folgenden Alben Za7ie (2010), Cyclo (2013), Encore Heureux (2015) und Essenciel (2018) mit weltweiten Verkaufszahlen zwischen 60.000 und 150.000 Tonträgern.

## Diskografie

### Studioalben
| Jahr | Titel          | Höchstplatzierung, Gesamtwochen, AuszeichnungChartplatzierungen (Jahr, Titel, Platzierungen, Wochen, Auszeichnungen, Anmerkungen) | Höchstplatzierung, Gesamtwochen, AuszeichnungChartplatzierungen (Jahr, Titel, Platzierungen, Wochen, Auszeichnungen, Anmerkungen) | Höchstplatzierung, Gesamtwochen, AuszeichnungChartplatzierungen (Jahr, Titel, Platzierungen, Wochen, Auszeichnungen, Anmerkungen) | Anmerkungen                                                                                                |
| Jahr | Titel          | FR | BEW | CH | Anmerkungen                                                                                                |
| ---- | -------------- | --- | --- | --- | --- |
| 1992 | Je, tu, ils    | FR173 (1 Wo.)FR | — | — | Erstveröffentlichung: 28. September 1992 Charteinstieg in FR erst 2009                                     |
| 1995 | Zen            | FR8 Gold · (44 Wo.)FR | BEW15 (25 Wo.)BEW | — | Erstveröffentlichung: 18. September 1995                                                                   |
| 1998 | Made in Love   | FR3 Gold · (56 Wo.)FR | BEW17 (39 Wo.)BEW | — | Erstveröffentlichung: 30. November 1998                                                                    |
| 1998 | Tous les anges | FR— GoldFR | — | — | Erstveröffentlichung: 11. Mai 1998                                                                         |
| 2001 | La zizanie     | FR1 Platin · (55 Wo.)FR | BEW1 Platin · (34 Wo.)BEW | CH28 (15 Wo.)CH | Erstveröffentlichung: 15. Oktober 2001                                                                     |
| 2004 | Rodéo          | FR2 Platin · (70 Wo.)FR | BEW2 (45 Wo.)BEW | CH45 (9 Wo.)CH | Erstveröffentlichung: 3. Dezember 2004                                                                     |
| 2007 | Totem          | FR1 (103 Wo.)FR | BEW1 Gold · (84 Wo.)BEW | CH10 Gold · (18 Wo.)CH | Erstveröffentlichung: 12. Februar 2007                                                                     |
| 2010 | Za7ie          | FR1 (26 Wo.)FR | BEW1 Gold · (41 Wo.)BEW | CH28 (5 Wo.)CH | Erstveröffentlichung: 20. September 2010 besteht aus einer Auswahl der sieben EPs von "Za7ie: l’Intégrale" |
| 2013 | Cyclo          | FR3 Gold · (27 Wo.)FR | BEW3 (43 Wo.)BEW | CH22 (5 Wo.)CH | Erstveröffentlichung: 18. März 2013                                                                        |
| 2015 | Encore heureux | FR5 Gold · (39 Wo.)FR | BEW2 (55 Wo.)BEW | CH12 (3 Wo.)CH | Erstveröffentlichung: 30. Oktober 2015                                                                     |
| 2018 | Essenciel      | FR2 Platin · (38 Wo.)FR | BEW2 (41 Wo.)BEW | CH8 (7 Wo.)CH | Erstveröffentlichung: 7. September 2018                                                                    |
| 2022 | Aile-P         | FR15 (2 Wo.)FR | BEW12 (4 Wo.)BEW | CH45 (2 Wo.)CH | Erstveröffentlichung: 2. Dezember 2022                                                                     |
| 2023 | Air            | FR20 (6 Wo.)FR | BEW19 (5 Wo.)BEW | — | Erstveröffentlichung: 17. November 2023                                                                    |

grau schraffiert: keine Chartdaten aus diesem Jahr verfügbar

### Livealben
| Jahr | Titel        | Höchstplatzierung, Gesamtwochen, AuszeichnungChartplatzierungen (Jahr, Titel, Platzierungen, Wochen, Auszeichnungen, Anmerkungen) | Höchstplatzierung, Gesamtwochen, AuszeichnungChartplatzierungen (Jahr, Titel, Platzierungen, Wochen, Auszeichnungen, Anmerkungen) | Höchstplatzierung, Gesamtwochen, AuszeichnungChartplatzierungen (Jahr, Titel, Platzierungen, Wochen, Auszeichnungen, Anmerkungen) | Anmerkungen                          |
| Jahr | Titel        | FR | BEW | CH | Anmerkungen                          |
| ---- | ------------ | --- | --- | --- | ------------------------------------ |
| 1999 | Made in Live | FR30 (13 Wo.)FR | BEW39 (5 Wo.)BEW | — |                                      |
| 2003 | Ze live !!   | FR3 Platin · (21 Wo.)FR | BEW6 (9 Wo.)BEW | CH47 (6 Wo.)CH | Erstveröffentlichung: 21. April 2004 |
| 2006 | Rodéo Tour   | FR12 (13 Wo.)FR | BEW7 (12 Wo.)BEW | CH79 (2 Wo.)CH | Erstveröffentlichung: 6. Januar 2006 |

### Kompilationen
| Jahr | Titel                            | Höchstplatzierung, Gesamtwochen, AuszeichnungChartplatzierungen (Jahr, Titel, Platzierungen, Wochen, Auszeichnungen, Anmerkungen) | Höchstplatzierung, Gesamtwochen, AuszeichnungChartplatzierungen (Jahr, Titel, Platzierungen, Wochen, Auszeichnungen, Anmerkungen) | Höchstplatzierung, Gesamtwochen, AuszeichnungChartplatzierungen (Jahr, Titel, Platzierungen, Wochen, Auszeichnungen, Anmerkungen) | Anmerkungen                                                                          |
| Jahr | Titel                            | FR | BEW | CH | Anmerkungen                                                                          |
| ---- | -------------------------------- | --- | --- | --- | ------------------------------------------------------------------------------------ |
| 2008 | Zest of                          | — | BEW1 Gold · (47 Wo.)BEW | CH39 (9 Wo.)CH | Erstveröffentlichung: 17. November 2008 in FR Platz eins der Kompilation-Charts      |
| 2010 | Za7ie: l’Intégrale               | — | — | — | Erstveröffentlichung: 29. November 2010 Boxset aus sieben zuvor veröffentlichten EPs |
| 2015 | Les 50 plus belles chansons      | FR18 (11 Wo.)FR | BEW9 (42 Wo.)BEW | — | Erstveröffentlichung: 2. März 2015                                                   |
| 2016 | Intégrale enregistrements studio | FR118 (1 Wo.)FR | — | — | Erstveröffentlichung: 11. November 2016                                              |
| 2020 | Studio Albums 1992–2015          | — | BEW195 (1 Wo.)BEW | — | Boxset                                                                               |

### EPs
- 2010: Ma quête
- 2010: En images
- 2010: Les enfants
- 2010: Recyclage
- 2010: Collectif
- 2010: On sort
- 2010: Relaxation

### Singles
| Jahr | Titel Album                              | Höchstplatzierung, Gesamtwochen, AuszeichnungChartplatzierungen (Jahr, Titel, Album, Platzierungen, Wochen, Auszeichnungen, Anmerkungen) | Höchstplatzierung, Gesamtwochen, AuszeichnungChartplatzierungen (Jahr, Titel, Album, Platzierungen, Wochen, Auszeichnungen, Anmerkungen) | Anmerkungen                              |
| Jahr | Titel Album                              | FR | BEW | Anmerkungen                              |
| --- | ---------------------------------------- | --- | --- | ---------------------------------------- |
| 1992 | Sucré, salé Je, Tu, Ils                  | FR46 (4 Wo.)FR | — |                                          |
| 1995 | Larsen Zen                               | FR38 (15 Wo.)FR | — | Erstveröffentlichung: 15. September 1995 |
| 1996 | Zen                                      | FR23 (11 Wo.)FR | — | Erstveröffentlichung: 11. März 1996      |
| 1996 | Un point c’est toi Zen                   | FR24 (12 Wo.)FR | — | Erstveröffentlichung: 19. August 1996    |
| 1998 | Tous des anges Made in Love              | FR87 (3 Wo.)FR | — |                                          |
| 1998 | Ça fait mal et ça fait rien Made in Love | FR75 (9 Wo.)FR | — | Erstveröffentlichung: 28. August 1998    |
| 1998 | Tout le monde Made in Love               | FR23 (16 Wo.)FR | BEW34 (3 Wo.)BEW | Erstveröffentlichung: 14. Dezember 1998  |
| 2001 | Rue de la paix La Zizanie                | FR11 Gold · (20 Wo.)FR | BEW11 (16 Wo.)BEW | Erstveröffentlichung: 22. Oktober 2001   |
| 2002 | Adam & Yves La Zizanie                   | FR22 (1 Wo.)FR | — | Erstveröffentlichung: 11. März 2002      |
| 2003 | Danse avec les loops La Zizanie          | FR53 (6 Wo.)FR | — | Erstveröffentlichung: 14. Januar 2003    |
| 2007 | Des rails Totem                          | — | BEW25 (8 Wo.)BEW | Erstveröffentlichung: 5. Februar 2007    |
| 2007 | Je suis un homme Totem                   | FR7 (31 Wo.)FR | BEW7 (28 Wo.)BEW | Erstveröffentlichung: 1. Oktober 2007    |
| 2008 | FM Air Zest of Zazie                     | FR8 (14 Wo.)FR | BEW19 (11 Wo.)BEW | Erstveröffentlichung: 27. Oktober 2008   |
| 2010 | Avant l’amour Za7ie                      | — | BEW8 (6 Wo.)BEW | Erstveröffentlichung: 7. Juni 2010       |
| 2013 | Les contraires Cyclo                     | FR34 (3 Wo.)FR | BEW11 (2 Wo.)BEW | Erstveröffentlichung: 21. Januar 2013    |
| 2013 | 20 ans Cyclo                             | — | BEW48 (1 Wo.)BEW | Erstveröffentlichung: 18. Februar 2013   |
| 2015 | Discold Encore heureux                   | FR42 (2 Wo.)FR | BEW30 (1 Wo.)BEW | Erstveröffentlichung: 19. Juni 2015      |
| 2015 | Pise Encore heureux                      | FR87 (4 Wo.)FR | — | Erstveröffentlichung: 2. Oktober 2015    |
| 2018 | Speed Essenciel                          | FR49 Gold · (20 Wo.)FR | — | Erstveröffentlichung: 25. Mai 2018       |
| Folgende Lieder erschienen nicht als Single, wurden aber durch das Album zum Download und Streaming bereitgestellt und konnten somit eine Platzierung erlangen: |                                          | | |                                          |
| |                                          | | |                                          |
| 2010 | Les pieds nus Za7ie                      | — | BEW29 (1 Wo.)BEW |                                          |
| 2010 | La place du vide Za7ie                   | — | BEW31 (1 Wo.)BEW | mit Aaron                                |
| 2010 | Tout va bien Za7ie                       | — | BEW45 (1 Wo.)BEW |                                          |
| 2010 | Lune et l’autre Za7ie                    | — | BEW48 (1 Wo.)BEW |                                          |
| 2010 | Les lendemains qui déchantent Za7ie      | — | BEW49 (1 Wo.)BEW |                                          |
| 2011 | J’envoie valser Zen                      | FR52 (4 Wo.)FR | — |                                          |
| 2013 | Je ne sais pas Cyclo                     | FR187 (1 Wo.)FR | — | Charteinstieg in FR erst 2016            |
| 2015 | Adieu tristesse Encore heureux           | FR102 (1 Wo.)FR | — |                                          |
| 2015 | Encore heureux                           | FR122 (1 Wo.)FR | — |                                          |

grau schraffiert: keine Chartdaten aus diesem Jahr verfügbar

### Gastbeiträge
| Jahr | Titel Album                       | Höchstplatzierung, Gesamtwochen, AuszeichnungChartplatzierungen (Jahr, Titel, Album, Platzierungen, Wochen, Auszeichnungen, Anmerkungen) | Höchstplatzierung, Gesamtwochen, AuszeichnungChartplatzierungen (Jahr, Titel, Album, Platzierungen, Wochen, Auszeichnungen, Anmerkungen) | Anmerkungen                                               |
| Jahr | Titel Album                       | FR | BEW | Anmerkungen                                               |
| ---- | --------------------------------- | --- | --- | --------------------------------------------------------- |
| 1997 | Les meilleurs ennemis Superflu    | FR39 (12 Wo.)FR | BEW20 (9 Wo.)BEW | Erstveröffentlichung: 24. November 1997 mit Pascal Obispo |
| 2001 | À ma place Personne n’est parfait | FR4 Gold · (32 Wo.)FR | BEW1 (25 Wo.)BEW | Erstveröffentlichung: 7. Mai 2001 mit Axel Bauer          |
| 2023 | Comment on fait À 2 à 3           | FR37 Platin · (34 Wo.)FR | BEW13 (23 Wo.)BEW | Erstveröffentlichung: 18. August 2023 mit Vianney         |

### Soundtrackbeiträge
- 2003: La vie en rose, Titel auf dem Soundtrack zu Jeux d’enfants

### Videoalben
- 2000: Le Tour Des Anges Live (FR: Gold)

## Auszeichnungen
- Victoires de la Musique:
  - Musikshow, Tournee oder Konzert des Jahres (2006)
  - Weibliche Gruppe des Jahres (2002)
  - Weiblicher Künstler des Jahres (1998)
  - Musikvideo des Jahres: Larsen, Regie Philippe André; (1996)
  - Weibliche Entdeckung des Jahres Populärmusik (1993)
- NRJ Music Awards:
  - Bestes französischsprachiges Lied (2002) mit Axel Bauer für À ma place